# Baliga monticola
Baliga monticola är en insektsart som beskrevs av Navás 1937. Baliga monticola ingår i släktet Baliga och familjen myrlejonsländor. Inga underarter finns listade i Catalogue of Life.